# Raddusa
Raddusa – miejscowość i gmina we Włoszech, w regionie Sycylia, w prowincji Katania.
Według danych na rok 2004 gminę zamieszkiwało 3531 osób, 153,5 os./km².